# 1984-es Formula–1 világbajnokság
Az 1984-es Formula–1-es szezon volt a 35. FIA Formula–1 világbajnoki szezon. 1984. március 25-étől október 21-éig tartott, tizenhat versenyen keresztül.
Az egyéni világbajnoki cím a szezon során a két McLaren-es csapattárs, Niki Lauda és Alain Prost versenyévé vált. Prost ugyan hét versenyt nyert meg (Jim Clark 1963-as rekordja óta még soha senki nem nyert ennyiszer egy évben), Lauda pedig csak ötöt, mégis utóbbi lett a világbajnok, méghozzá a sportág történetében rekordnak számító, mindössze félpontos különbséggel és úgy. hogy egyetlen pole pozíciót sem szerzett. Ez volt Lauda harmadik világbajnoki címe. Ő 1977 után nyert ismét, míg a McLaren 1974 után lett újra konstruktőri bajnok.
Habár arra lehetett számítani, hogy a Brabham, a Renault és a Ferrari lesznek a bajnokság fő esélyesei, az aerodinamikailag tökéletes McLaren MP4/2 és a meghajtásért felelős erős, mégis takarékos TAG-Porsche turbómotor legyőzhetetlenné tette őket.
Teo Fabi személyében utoljára fordult elő a sport XX. századi történetében, hogy egy versenyző egyszerre induljon a Formula–1-ben és az Indianapolis 500 nagydíjon. Ezt legközelebb 2017-ben Fernando Alonso csinálta meg.
Tizenhat éves egyedülálló sikersorozat után a Ford-Cosworth motorokat kiszorította a turbófeltöltős motorok sora. Az 1967-es Formula–1 holland nagydíjon debütáló Cosworth motorokkal 155 nagydíjat nyertek meg a különböző csapatok.

## Csapatok és versenyzők
| Csapat                          | Konstruktőr       | Kasztni      | Motor                                    | Gumik | Rajtszám | Pilóta             | Versenyek     |
| ------------------------------- | ----------------- | ------------ | ---------------------------------------- | ----- | -------- | ------------------ | ------------- |
| MRD International Brabham       | Brabham-BMW       | BT53         | BMW M12/13 1,5L soros négyhengeres turbó | M     | 1        | Nelson Piquet      | MInd          |
| MRD International Brabham       | Brabham-BMW       | BT53         | BMW M12/13 1,5L soros négyhengeres turbó | M     | 2        | Teo Fabi           | 1–5, 8, 10–15 |
| MRD International Brabham       | Brabham-BMW       | BT53         | BMW M12/13 1,5L soros négyhengeres turbó | M     | 2        | Corrado Fabi       | 6–7, 9        |
| MRD International Brabham       | Brabham-BMW       | BT53         | BMW M12/13 1,5L soros négyhengeres turbó | M     | 2        | Manfred Winkelhock | 16            |
| Tyrrell Racing Organisation     | Tyrrell-Ford      | 012          | Ford-Cosworth DFY 3L V8 szívó            | G     | 3        | Martin Brundle     | 1–9           |
| Tyrrell Racing Organisation     | Tyrrell-Ford      | 012          | Ford-Cosworth DFY 3L V8 szívó            | G     | 3        | Stefan Johansson   | 10–13         |
| Tyrrell Racing Organisation     | Tyrrell-Ford      | 012          | Ford-Cosworth DFY 3L V8 szívó            | G     | 4        | Stefan Bellof      | 1–10, 12–13   |
| Tyrrell Racing Organisation     | Tyrrell-Ford      | 012          | Ford-Cosworth DFY 3L V8 szívó            | G     | 4        | Mike Thackwell     | 11            |
| Williams Grand Prix Engineering | Williams-Honda    | FW09 FW09B   | Honda RA163E 1,5L V6 turbó               | G     | 5        | Jacques Laffite    | MInd          |
| Williams Grand Prix Engineering | Williams-Honda    | FW09 FW09B   | Honda RA163E 1,5L V6 turbó               | G     | 6        | Keke Rosberg       | MInd          |
| Marlboro McLaren TAG Turbo      | McLaren-TAG       | MP4/2        | TAG-Porsche TTE PO1 1,5L V6 turbó        | M     | 7        | Alain Prost        | MInd          |
| Marlboro McLaren TAG Turbo      | McLaren-TAG       | MP4/2        | TAG-Porsche TTE PO1 1,5L V6 turbó        | M     | 8        | Niki Lauda         | MInd          |
| Skoal Bandit RAM Formula 1 Team | RAM-Hart          | 01 02        | Hart 415T 1,5L soros négyhengeres turbó  | P     | 9        | Philippe Alliot    | MInd          |
| Skoal Bandit RAM Formula 1 Team | RAM-Hart          | 01 02        | Hart 415T 1,5L soros négyhengeres turbó  | P     | 10       | Jonathan Palmer    | 1–6, 8–16     |
| Skoal Bandit RAM Formula 1 Team | RAM-Hart          | 01 02        | Hart 415T 1,5L soros négyhengeres turbó  | P     | 10       | Mike Thackwell     | 7             |
| John Player Special Team Lotus  | Lotus-Renault     | 95T          | Renault EF4B 1,5L V6 turbó               | G     | 11       | Elio de Angelis    | MInd          |
| John Player Special Team Lotus  | Lotus-Renault     | 95T          | Renault EF4B 1,5L V6 turbó               | G     | 12       | Nigel Mansell      | MInd          |
| Team ATS                        | ATS-BMW           | D7           | BMW M12/13 1,5L soros négyhengeres turbó | P     | 14       | Manfred Winkelhock | 1–14          |
| Team ATS                        | ATS-BMW           | D7           | BMW M12/13 1,5L soros négyhengeres turbó | P     | 14       | Gerhard Berger     | 16            |
| Team ATS                        | ATS-BMW           | D7           | BMW M12/13 1,5L soros négyhengeres turbó | P     | 31       | Gerhard Berger     | 12, 14–15     |
| Équipe Renault Elf              | Renault Elf       | RE50         | Renault EF4B 1,5L V6 turbó               | M     | 15       | Patrick Tambay     | MInd          |
| Équipe Renault Elf              | Renault Elf       | RE50         | Renault EF4B 1,5L V6 turbó               | M     | 16       | Derek Warwick      | MInd          |
| Équipe Renault Elf              | Renault Elf       | RE50         | Renault EF4B 1,5L V6 turbó               | M     | 33       | Philippe Streiff   | 16            |
| Barclay Nordica Arrows BMW      | Arrows-Ford       | A6           | Ford-Cosworth DFV 3L V8 szívó            | G     | 17       | Marc Surer         | 1–3, 5, 7–8   |
| Barclay Nordica Arrows BMW      | Arrows-Ford       | A6           | Ford-Cosworth DFV 3L V8 szívó            | G     | 18       | Thierry Boutsen    | 1–2, 4        |
| Barclay Nordica Arrows BMW      | Arrows-BMW        | A7           | BMW M12/13 1,5L soros négyhengeres turbó | G     | 17       | Marc Surer         | 4, 6, 9–16    |
| Barclay Nordica Arrows BMW      | Arrows-BMW        | A7           | BMW M12/13 1,5L soros négyhengeres turbó | G     | 18       | Thierry Boutsen    | 3, 5–16       |
| Toleman Group Motorsport        | Toleman-Hart      | TG183B TG184 | Hart 415T 1,5L soros négyhengeres turbó  | P M   | 19       |                    | 1–13, 15–16   |
| Toleman Group Motorsport        | Toleman-Hart      | TG183B TG184 | Hart 415T 1,5L soros négyhengeres turbó  | P M   | 19       | Stefan Johansson   | 14            |
| Toleman Group Motorsport        | Toleman-Hart      | TG183B TG184 | Hart 415T 1,5L soros négyhengeres turbó  | P M   | 20       | Johnny Cecotto     | 1–10          |
| Toleman Group Motorsport        | Toleman-Hart      | TG183B TG184 | Hart 415T 1,5L soros négyhengeres turbó  | P M   | 20       | Pierluigi Martini  | 14            |
| Toleman Group Motorsport        | Toleman-Hart      | TG183B TG184 | Hart 415T 1,5L soros négyhengeres turbó  | P M   | 20       | Stefan Johansson   | 15–16         |
| Spirit Racing                   | Spirit-Hart       | 101          | Hart 415T 1,5L soros négyhengeres turbó  | P     | 21       | Mauro Baldi        | 1–6, 15–16    |
| Spirit Racing                   | Spirit-Hart       | 101          | Hart 415T 1,5L soros négyhengeres turbó  | P     | 21       | Huub Rothengatter  | 7, 9–14       |
| Spirit Racing                   | Spirit-Ford       | 101C         | Ford-Cosworth DFV 3L V8 szívó            | P     | 21       | Huub Rothengatter  | 8             |
| Benetton Team Alfa Romeo        | Alfa Romeo        | 184T         | Alfa Romeo 890T 1,5L V8 turbó            | G     | 22       | Riccardo Patrese   | MInd          |
| Benetton Team Alfa Romeo        | Alfa Romeo        | 184T         | Alfa Romeo 890T 1,5L V8 turbó            | G     | 23       | Eddie Cheever      | MInd          |
| Osella Squadra Corse            | Osella-Alfa Romeo | FA1F         | Alfa Romeo 890T 1,5L V8 turbó            | P     | 24       | Piercarlo Ghinzani | MInd          |
| Osella Squadra Corse            | Osella-Alfa Romeo | FA1F         | Alfa Romeo 890T 1,5L V8 turbó            | P     | 30       | Jo Gartner         | 10–16         |
| Osella Squadra Corse            | Osella-Alfa Romeo | FA1E         | Alfa Romeo 1260 3L V12 szívó             | P     | 30       | Jo Gartner         | 4             |
| Ligier Loto                     | Ligier-Renault    | JS23 JS23B   | Renault EF4 1,5L V6 turbó                | M     | 25       | François Hesnault  | MInd          |
| Ligier Loto                     | Ligier-Renault    | JS23 JS23B   | Renault EF4 1,5L V6 turbó                | M     | 26       | Andrea de Cesaris  | MInd          |
| Scuderia Ferrari                | Ferrari           | 126C4        | Ferrari 031 1,5L V6 turbó                | G     | 27       | Michele Alboreto   | MInd          |
| Scuderia Ferrari                | Ferrari           | 126C4        | Ferrari 031 1,5L V6 turbó                | G     | 28       | René Arnoux        | MInd          |

### Csapatváltozások
- A Theodore csapat az előző idény végén visszalépett, a helyére pedig nem jött új.
- A Brabham megtartotta a négyhengeres, most már 900 lóerős BMW-motort, vele együtt a világbajnoki címvédő Nelson Piquet-t. Riccardo Patrese helyére az olasz testvérpár, Teo Fabi és Corrado Fabi ültek be, váltva egymást, mert Teo egyidejűleg a CART-ban is versenyzett. Beszélték, hogy John Watson vagy a fiatal Roberto Moreno is aláírt volna, de a főszponzor - a Parmalat - inkább egy olasz versenyzőt szeretett volna.
- A Tyrrell vadonatúj párossal kezdett, Martin Brundle és Stefan Bellof mellett azonban Stefan Johansson és Mike Thackwell is szerepet kaptak. A Tyrrell volt az egyetlen csapat, akik az idénynek a DFV jelű, 530 lóerős V8-as Cosworth-szívómotorral vágtak neki.
- A Williams megtartotta Keke Rosberget és Jacques Laffite-ot. Motorjuk az előző szezon utolsó futamán már bevetett V6-os turbó Honda volt, 800 lóerővel.
- A Spirit csapat, amely a Honda gyári támogatású istállójaként indult, 1983 végén súlyos csapást kapott azzal, hogy a Williams és a motorszállító kizárólagossági szerződést írtak alá. Új motorpartner után kellett nézniük, és mindjárt kettőt is találtak. Egyetlen versenyzőt indítottak a hétvégéken, felváltva egy Hart-turbómotoros, és egy Ford-Cosworth szívómotoros autóval.
- A McLaren kizárólagos jogot kapott a 750 lóerős TAG-Porsche turbómotorok használatára, amelyek a megelőző évben debütáltak. A francia Alain Prost csatlakozott a csapathoz előző évi második helyezése után, mellette pedig a kétszeres világbajnok Niki Lauda volt a másik versenyző. Noha a motor nem volt annyira erős, mint a riválisoké, az üzemanyagtakarékossága és a remek aerodinamikájú kasztni kompenzálta a hiányosságokat.
- A Lotus nagy reményekkel vágott neki az idénynek Renault turbómotorjaival és előző évi felállásukkal: Elio de Angelis és Nigel Mansell voltak a versenyzői.
- A kiábrándítóra sikeredett 1983-as szezonbefejezést követően a gyári Renault-csapat nemcsak a versenyzőit, de a tervezőmérnökét is lecserélte. Új pilótái Patrick Tambay és Derek Warwick lettek, a motor pedig egy 800 lóerős turbó erőforrás.
- A Toleman, feltörekvő kiscsapatként leigazolta Johnny Cecotto-t és az újonc Ayrton Sennát, de emellett Stefan Johansson és Pierluigi Martini is szerepet kaptak. A motor maradt az előző évi négyhengeres Hart-turbómotor. Az évet Pirelli abroncsokkal kezdték, majd szezon közben Michelin gumikra váltottak.
- Az Alfa Romeo (melyet átvett az Euro Racing, a név megtartása mellett) elvesztette főszponzorát, a Marlborót, de helyette megkapta a Benettont. Új versenyzői Riccardo Patrese és Eddie Cheever lettek. Motorjuk az erős, de sokat fogyasztó V8-as Alfa Romeo-turbó maradt. Ezt a motort immár az Osella csapat is megkapta.
- A Ferrari továbbfejlesztette előző évi modelljét, melyet 850 lóerős V6-os turbómotor hajtott. Két versenyzője René Arnoux és az olasz Michele Alboreto voltak.
- A Ligier V6-os Renault turbómotorra váltott az előző évi Cosworth-szívómotorról. Versenyzői François Hesnault és Andrea de Cesaris lettek.

## Nagydíjak
| #   | Verseny                | Dátum         | Pálya                     | Győztes pilóta   | Győztes csapat | Összefoglaló |
| --- | ---------------------- | ------------- | ------------------------- | ---------------- | -------------- | ------------ |
| 389 | brazil nagydíj         | Március 25.   | Jacarepaguá               | Alain Prost      | McLaren-TAG    | Összefoglaló |
| 390 | dél-afrikai nagydíj    | Április 7.    | Kyalami                   | Niki Lauda       | McLaren-TAG    | Összefoglaló |
| 391 | belga nagydíj          | Április 29.   | Zolder                    | Michele Alboreto | Ferrari        | Összefoglaló |
| 392 | San Marinó-i nagydíj   | Május 6.      | Imola                     | Alain Prost      | McLaren-TAG    | Összefoglaló |
| 393 | francia nagydíj        | Május 20.     | Dijon                     | Niki Lauda       | McLaren-TAG    | Összefoglaló |
| 394 | monacói nagydíj        | Június 3.     | Monaco                    | Alain Prost      | McLaren-TAG    | Összefoglaló |
| 395 | kanadai nagydíj        | Június 17.    | Circuit Gilles Villeneuve | Nelson Piquet    | Brabham-BMW    | Összefoglaló |
| 396 | kelet-amerikai nagydíj | Június 24.    | Detroit                   | Nelson Piquet    | Brabham-BMW    | Összefoglaló |
| 397 | amerikai nagydíj       | Július 8.     | Fair Park                 | Keke Rosberg     | Williams-Honda | Összefoglaló |
| 398 | brit nagydíj           | Július 22.    | Brands Hatch              | Niki Lauda       | McLaren-TAG    | Összefoglaló |
| 399 | német nagydíj          | Augusztus 5.  | Hockenheimring            | Alain Prost      | McLaren-TAG    | Összefoglaló |
| 400 | osztrák nagydíj        | Augusztus 19. | Österreichring            | Niki Lauda       | McLaren-TAG    | Összefoglaló |
| 401 | holland nagydíj        | Augusztus 26. | Zandvoort                 | Alain Prost      | McLaren-TAG    | Összefoglaló |
| 402 | olasz nagydíj          | Szeptember 9. | Monza                     | Niki Lauda       | McLaren-TAG    | Összefoglaló |
| 403 | európai nagydíj        | Október 7.    | Nürburgring               | Alain Prost      | McLaren-TAG    | Összefoglaló |
| 404 | portugál nagydíj       | Október 21.   | Estoril                   | Alain Prost      | McLaren-TAG    | Összefoglaló |

- Long Beach helyett ebben az évben Dallasban rendeztek nagydíjat, pokoli hőségben, először és utoljára.
- Dél-Afrika a szezonzáró helyről visszakerült az év második futamának.
- A rotációs rendszer miatt a belga nagydíjat ismét Zolderban, a brit nagydíjat Brands Hatch-ben, a német nagydíjat Hockenheimben tartották.
- A francia és a San Marinó-i nagydíjak helyet cseréltek.
- A spanyol nagydíj a tervek szerint egy fuengirolai utcai pályán visszatért volna, de nem lett belőle semmi.
- Ugyancsak nem lett semmi a már előző évben is tervezett New York-i futamból.
- Már ebben az évben magyar nagydíjat rendeztek volna, mégpedig a Népligetben, október 7-én. Erre végül nem került sor, ezért ugrott be az európai nagydíj a helyén.

## Szabályváltozások
- A turbómotoros autók egy futamon legfeljebb 220 liter üzemanyagot használhattak. Az üzemanyagtanknak az autó közepén, a pilóta és a motor között kellett lennie.
- Betiltották a verseny közbeni tankolást.
- Immáron minden pilótának rendelkeznie kellett szuperlicensszel.
- A szalagkorlátok helyett betonfalakat létesítettek.

## Összefoglaló
Az előzetes várakozások alapján mindenki az előző évi Brabham-Renault-Ferrari hármas harcára számított, melybe a McLaren, a Williams, és a Lotus esetlegesen beleszólhatott. Nagy meglepetésre a McLaren kiemelkedett ebből a mezőnyből, a kétszeres világbajnok Niki Lauda és a kilencszeres futamgyőztes Alain Prost uralták a mezőnyt.
Az újonnan bevezetett üzemanyag-szabályok a sebesség csökkentését szolgálták, így már csak 220 liter üzemanyagot használhattak a turbómotoros autók, a verseny közbeni tankolást pedig betiltották. Némi trükközésre adott módot, hogy csak az üzemanyagtartály mérete volt adott, de ha abba különféle trükkökkel, például fagyasztással több üzemanyag fért, az is szabályos volt. A TAG, amely ekkor a Williams szponzora is volt, egy megállapodás keretén belül a McLaren kizárólagos tervezője lett, és úgy alkották meg a Porsche-turbómotort, hogy a gyártó energiatakarékosság terén szerzett tapasztalatait is felhasználták.
A világbajnoki címvédő Nelson Piquet és a Brabham-BMW ideális páros voltak, kilenc pole pozíciót is szerzett, de az első hét futamon még pontot sem sikerült szereznie motorhiba és turbóhiba miatt, így le kellett tennie a címvédésről. Ennek ellenére a végsőkig küzdött, és a szezon végén is számtalanszor volt, hogy vezette a versenyt, amelyet aztán rendre valamilyen meghibásodás miatt vagy fel kellett adnia, vagy az üzemanyaggal spórolás miatt lassítania kellett. Helyette az idény a McLaren két versenyzője közti titáni küzdelemről szólt. Prost, akit a Renault csapattól az előző év végén kirúgtak (mert nyíltan kritizálta csapatát) főleg az időmérőkön volt nagyon gyors, de Lauda a versenyeken képes volt tartani vele a tempót. A két évvel korábban a Formula–1-be visszatérő Lauda úgy tűnt, semmit nem vesztett korábbi elszántságából és lendületéből, de Prost személyében emberére akadt. Az időmérő edzéseket nem is nagyon erőltette, inkább a versenystratégiára koncentrált. Megbízhatósága és folyamatos pontgyűjtögetése eredményezte azt, hogy végül ha mindössze fél ponttal is, de világbajnok lehetett. Ráadásul Denny Hulme után másodikként vitte ezt véghez úgy, hogy az idényben egyetlen pole pozíciót sem szerzett.
Prost mindazonáltal balszerencsésnek volt nevezhető, hogy ismét elveszítette a világbajnoki címért folytatott küzdelmet. Hét versenyt nyert meg, míg Lauda csak ötöt, a monacói nagydíj után pedig 4 és fél pontot veszített azzal, hogy az esőben félbeszakították a futamot. Ezt a félbeszakítást - amelyet Jacky Ickx kérésére rendeltek el, és a versenybírókkal meg sem tárgyalta a döntését - sokan vitatták; állítólag a Porsche érdekeltségi körében dolgozó Ickx akkor intette le a futamot, amikor a Porsche-motorral küzdő Prostnak még éppen esélye volt nyerni a feltörekvő Tolemanos Sennával szemben. A megszakításkor Senna haladt az élen, de mivel ilyenkor az előző körös eredményeket kell figyelembe venni, így csak második lett. A Toleman mérnökei szerint a felfüggesztés sérülése miatt egyébként be sem tudta volna fejezni a futamot normál körülmények között.
Idény közben a Tyrrell csapatot súlyos büntetéssel szankcionálták. A detroiti kelet-amerikai nagydíj után, ahol Martin Brundle második helyezést ért el, a versenybírák szennyeződéseket találtak a vízbefecskendező rendszerben, valamint becsomagolt ólomgolyókat az üzemanyagtartályban. Vizsgálatokat végeztek, melynek végén kiderült, hogy a csapat üzemanyagot tankolt verseny közben, amely attól az évtől kezdve egészen 1994-ig szigorúan tilos volt. Ennek következtében diszkvalifikálták őket és elvették addig szerzett 13 pontjukat - bár a versenyeken továbbra is indulhattak, amit az utolsó három futam kivételével meg is tettek. Sokan túlzásnak érezték a FISA döntését, és úgy vélték, hogy az egész csak statuálás, amit azért tettek meg, mert az előző idényben a Brabham simán megúszott egy hasonló esetet, amikor bevallották, hogy az autójuk egy szabálytalan keverékű üzemanyag miatt könnyebb volt.
A McLaren dominált, a Formula–1 történetének addigi legnagyobb sikerszériáját aratta 12 futamgyőzelemmel, ebből négy kettős győzelem volt. Ennek köszönhetően nem volt nehéz a konstruktőri cím elnyerése sem, 86 pontos előnnyel a Ferrari előtt. A Brabham nyert még két versenyt, a Ferrari és a Williams pedig egyet-egyet. Ez utóbbi volt a Honda turbómotor első győzelme abból a 40-ből, melyet 1988-ig szereztek, illetve 17 év után az első Honda-motoros győzelem. Az amerikai nagydíjat először és utoljára tartották Dallasban, a 40 fokos texasi nyár ugyanis alaposan próbára tette a versenyzőket és a technikát is, az aszfalt pedig tönkrement. A problémák ellenére egy nagyon jó versenyt láthattak a nézők, még ha csak 7 autó is ért célba. Mivel az azt megelőző detroiti nagydíjon is csak hatan fejezték be a versenyt, ezért ezt a két futamot Denis Jenkinson sportújságíró "roncsderbinek" nevezte.
Zolderben harmadszor és utoljára rendeztek belga nagydíjat. A pályán, ahol Gilles Villeneuve meghalt, Michele Alboreto aratott győzelmet, éppen Villeneuve 27-es rajtszámával. Szintén utoljára rendezték meg a francia nagydíjat Dijonban.

## Versenyről versenyre

### Brazília
A nyolcvanas évek legtöbb szezonja a forró és párás Jacarepagua Riocentro Autodrome versenypályán indult, utána jellemzően egy 10 napos teszttel. Nem volt ez másképp ebben az évben sem. A futamon a győzelemre Derek Warwick volt sokáig esélyes, de egy Laudával történt ütközésben megsérült a felfüggesztése, így Alain Prost arathatott győzelmet a McLarennel. Ez a futam volt az első versenye Ayrton Sennának is, a Toleman csapattal, de motorhiba miatt csak 8 körig tartott.

### Dél-Afrika
A második versenyt a magasan fekvő és gyors kyalami pályán rendezték meg. Piercarlo Ghinzani az Osellával a reggeli szabadedzésen hatalmasat bukott, az autója kigyulladt és kiégett. Ő maga kisebb égési sérülésekkel megúszta a balesetet. A pole pozíciót Piquet szerezte meg, a második Prostnak viszont a boxutcából kellett rajtiolnia. Erre is csak azért kerülhetett sor, mert Ghinzani balesete miatt nyertek egy kis időt, amivel mindkét autójukat megjavíthatták, ugyanis Laudáé nem indult el, és abban az esetben, ha csak egy autó maradt volna, mindenképp Laudát indították volna. A versenyen a gyors és erős Brabhamek domináltak, de megbízhatatlanságuk miatt fel kellett adniuk a versenyt. Így Lauda győzött, Prost pedig második lett. Senna nagy hátfájdalmak közepette is megszerezte első pontjait egy hatodik hellyel.

### Belgium
Ebben az évben Zolderben rendezték meg a belga nagydíjat. Keke Rosberg végig küzdött a Honda-motoros Williamsével a győzelemért, de aztán a versenyt Michele Alboreto nyerte a Ferrarival Warwick és a másik ferraris René Arnoux előtt. Ezen a futamon mindkét McLaren kiesett.

### San Marino
Az időmérő edzésen Piquet ismét megmutatta, hogy milyen erős a Brabham kevesebb üzemanyaggal. A futamon aztán ő is és csapattársa, Teo Fabi is kiestek, egy körön belül, turbóhibával. Senna ezen a versenyen életében először és utoljára nem tudott részt venni az időmérő versenyen, az autója hibája miatt. Prost nyert Arnoux és a lotusos Elio de Angelis előtt.

### Franciaország
Az általában nyár közepén megrendezett futamot most május végére tették. A dijoni pályán Patrick Tambay szerzett pole pozíciót, de csak második lehetett a győzelmet megszerző Lauda mögött. Utoljára rendeztek Dijonban Formula–1-es versenyt, mégpedig azért, mert a köridők éppen hogy csak nagyobbak voltak, mint 1 perc, így könnyű volt lekörözni az ellenfeleket, és az FIA döntése alapján az 1 percnél rövidebb köridők nem számítottak teljes körnek.

### Monaco
Ez volt az évad egyetlen esős futama. Az időmérőn Martin Brundle összetörte a Tyrrelljét, de a tartalék autóval folytathatta a küzdelmet. A verseny napján özönvízszerű eső zúdult a pályára, amire csak 1930-ban és 1972-ben került sor addig. A szervezők az alagutat is lelocsolták vízzel, félve attól, hogy a két aszfalttípus közti különbség baleseteket okozhat. Prost került pole pozícióba Mansell előtt. A start után a Saint-Devote kanyarban összeakadt a két Renault, Tambay lába pedig csúnyán megsérült (mivel az akkori szabályok szerint a versenyző lábának nem kellett az első tengely előtt végződnie), így hordágyon vitték le a pályáról. Kicsit később Mansell pördült ki egy csúszós útburkolati jelen. Prost átvette a vezetést, de nyomában ott loholt Senna a Toleman-nel és Stefan Bellof a szívómotoros Tyrrell-lel. Az időjárási körülmények egyre csak romlottak, a 26. körben pedig Prost maga jelezte Jacky Ickx-nek, hogy le kellene inteni a futamot. Ebben a körben Senna még 11 másodperccel volt Prost mögött. A 29. körben leintették a versenyt, Prost leállította az autóját, Senna viszont megelőzte őt. A szabályok szerint azonban a leintéskor nem az adott körben, hanem az előtte való körben irányadó pozíciót tekintették végeredménynek, így Prost megnyerte a versenyt, Senna pedig második lett. Az idő előtt lefújt versenyen csak fél pontokat osztottak, és ez a világbajnokság szempontjából a későbbiekben lényegessé vált.

### Kanada
A versenyt Piquet nyerte, aki az idény során először volt képes befejezni egy futamot, a Brabham elképesztő megbízhatatlansága miatt. Mögötte Lauda és Prost fejezték be a versenyt.

### Detroit
A futamot a korábbi időponthoz képest két héttel előrébb hozták. Nem volt jó döntés, ugyanis a versenyzők életét pokoli meleg keserítette meg. Nagyobb baj volt, hogy az utcai pálya aszfaltja sem volt jó minőségű. Piquet ismét pole pozíciót szerzett, de a rajt után összeakaszkodott Mansellel, baleseteztek, emiatt pedig piros zászlóval megszakították a futamot. A versenyt mindössze hat autó fejezte be, amelyet Piquet nyert, mögötte Martin Brundle és Elio de Angelis futottak be. A pályán kevésbé számított a motorerő, így a szívómotoros Tyrrellt vezető Brundle-nek nem volt nehéz dolga.
A futam után nem sokkal aztán híre kelt, hogy a sportfelügyelők szennyeződéseket találtak a Tyrrell vízbefecskendező rendszerében, továbbá becsomagolt ólomgolyókat. A vízből mintákat vettek, és alapos kivizsgálás után megállapították, hogy jelentős mennyiségben tartalmaz szénhidrogéneket. Ken Tyrrellt beidézte a FISA végrehajtó bizottsága, és a szennyeződések jellege alapján megvádolták azzal, hogy a csapat verseny közben újratankolt, ami tilos. A Tyrrell csapatot bűnösnek találták, és kizárták őket a teljes bajnoki idényből, emellett a pontjaikat is elvették. Nem tiltották el őket attól, hogy részt vegyenek a hátralévő versenyeken, de nem rangsorolták őket. A példátlanul szigorú büntetés ellen sokan szót emeltek, ugyanis valószínűnek tűnt, hogy statuálási célzattal szabták ki - az előző évben a Brabhamet sem büntették meg azért, mer tudottan más keverékű üzemanyagot  és így könnyebb autót használtak, mint az előírt. Brundle eredményének elvétele miatt de Angelis lett a második, Teo Fabi pedig harmadik.

### Dallas
Long Beach helyett a mezőny Texasban versenyzett ebben az évben, pokoli körülmények között. A július közepi, közel negyven fokos melegben még a páratartalom is elképesztő volt, ezért már hetekkel korábban arról cikkeztek, hogy a verseny elmarad. A szervezéssel és a fogadtatással egyébiránt gondok nem voltak, de például az aszfalt hőmérséklete 66 °C volt, ami rekordmagas. Ilyen körülmények között nem volt csoda, hogy az aszfalt egyszercsak elkezdett szétmállani a hőhatás, a gumik és az aerodinamikai elemek kölcsönhatása miatt. Emiatt igen nehéz volt az aszfalton tartani az autókat, ráadásul hepehupás is lett az egész. A hőségre tekintettel a rajtot is előrehozták délelőtt 11 órára az eredetileg tervezett délután 2 helyett.
Mansell megszerezte karrierje első pole pozícióját, mellőle csapatársa, de Angelis indulhatott. Brundle egy balesetben komolyan megsérült, ezért ő nem is vett részt a futamon. A verseny délelőttjén Trans-Am betétfutamot rendeztek, ami valósággal szétszedte a pályát. A versenyigazgatóságnak mindössze 45 perce maradt arra, hogy betömesse a lyukakat, miközben Prost és Lauda a verseny lefújásáért tüntettek.
A pálya állapota miatt a versenyzőknek szorosan egymás mögött kellett haladniuk, mert ha a felvált aszfaltra hajtottak volna, az olyan lett volna, mintha jégen mennének, és egyenlő lett volna a biztos falba csapódással. Ez meg is történt a Mansellt támadó Derek Warwick-kal. Később de Angelis, Prost, Lauda és Rosberg is támadó közelségbe ért, de hamar utolérte őket Piquet, sőt a boxutcából rajtoló Arnoux is. Rosberg végül hibába hajszolta Mansellt és átvette a vezetést. Mansellnek nem sokkal később ki kellett állnia a boxba, Prost pedig megelőzte Rosberget. Nyolc körrel később megcsípte a falat és lezúzta a jobb hátsó kerekét. Piquet-nek beszorult a gázpedálja és a falnak csapódott. Miután a levegő és az aszfalt hőmérséklete is egyre magasabb lett, úgy kezdték az autók is feladni. Sorra estek ki a versenyzők defekt vagy balesetek miatt. Prost, Alboreto és Lauda is kiestek gyors egymásutánban. Rosberg, aki végig különleges hűtősisakot viselt, megnyerte a versenyt, mögötte Arnoux és de Angelis futottak be. A 26 autóból mindössze hét ért célba. Mansell, aki a hatodik helyen haladt, az utolsó körben észlelte, hogy meghibásodott a váltója. Kétségbeesetten pattant ki az autóból és próbálta áttaszigálni fekete overalljában a célvonalon a Lotust. Nem járt sikerrel, mert közben hőgutát kapott és elájult, de igazából nem is volt erre szükség, mert a mögötte jövők már bőven körhátrányban voltak, így az egy pont mindenképp járt.
Noha Dallasban a tervek szerint 1988-ig rendeztek volna versenyeket, a szervezőkkel szemben felmerült sikkasztási vád miatt nem tudták megfizetni már a következő évhez szükséges díjat sem. A verseny helyszínéül szolgáló Fair Parkban jobbára szegény feketék laktak, akik perrel fenyegetőztek a zaj és a közlekedési dugók miatt, ami szintén gondot jelentett. Legközelebb itt 1988-ban rendeztek Trans-Am versenyt, amelynek bevételeiből a helyi közösséget is támogatták, de ez sem tartott sokáig. A Formula–1 majd csak 2012-ben tért vissza Texasba, de akkor már Austinba, egy újonnan épített pályára.

### Nagy-Britannia
A futam előtt a kizárt Tyrrell csapat elvesztette az összes szponzorát, amely igen nehéz helyzetbe hozta őket. Az időmérő edzésen Johnny Cecotto súlyosan megsérült, mindkét lábát eltörte, és karrierje gyakorlatilag véget is ért. Piquet ismét pole pozíciót szerzett, mellőle Prost és Lauda indultak. Rögtön a verseny elején baleset történt: Patrese megpróbálta megelőzni Laffite-ot, de nem sikerült neki és megpördült. Csapattársának, Cheevernek és a mögötte jövő Johanssonnak félre kellett rántania a kormányt, a RAM-mal érkező Alliot-nak azonban már nem volt erre ideje: nekiütközött Johansonnak, a levegőbe repült, majd telibe kapta Cheever autóját. A mögöttük jövő Gartner, aki szerette volna kikerülni őket, a gumifalban landolt. A verseny így is továbbment és közben Prost megszerezte a vezetést, csakhogy a 11. körben a másik RAM, Jonathan Palmer a felfüggesztése meghibásodása miatt a falba csapódott. Mivel nagyon rossz helyen állt meg, a versenyirányítás piros zászlóval megszakította a futamot. Az újraindításkor a 11. kört vették alapul, így Piquet visszakerült Prost elé az újabb rajtnál. Prost ráadásul ki is esett váltóhibával, Piquet pedig egy boxkiállás után visszaesett. A győztes így Lauda lett. Warwick lett a második, Senna pedig a harmadik.

### NSZK
A hosszú és gyors Hockenheimringen Prosté volt a főszerep: övé lett a pole pozíció és a futamgyőzelem is. Lauda második lett, Warwick harmadik. Piquet ismét kiesett, ezúttal váltóhiba miatt. A verseny hőse Senna volt, aki a Tolemannel a hatodik helyen is haladt, mígnem a hátsó szárnya le nem szakadt és ki nem esett.

### Ausztria
A sportág történetének négyszázadik versenyét rendezték itt. Ez volt az idény legyorsabb pályája, ahol Piquet került a pole-ba. A futam elején vezette is a versenyt, aztán Elio de Angelis autójában megadta magát a Renault-motor. Az ideális ívet elárasztotta olajjal a gyors Rindt-kanyarban, amin mind Piquet, mind Prost megcsúsztak. Piquet meg tudta menteni az autóját, Prost azonban nem, és csúnyán összetörte a McLarenjét. Lauda egyre feljebb jött és megelőzte az egyre kopottabb gumikon autózó Piquet-t is. Győzelme azonban veszélybe került, amikor a negyedik sebesség eltűnt az autójából. Nagy küzdelemben végül sikerült nyernie, és ezzel ő lett az első osztrák, aki megnyerte a hazai nagydíját. Piquet lett a második,  Alboreto pedig a harmadik.

### Hollandia
A Zandvoortban megrendezett futamot Prost nyerte Lauda előtt, mögöttük pedig Mansell és de Angelis ért célba. Ezen a futamon biztosította be a McLaren a konstruktőri bajnoki címet, és az is biztossá vált, hogy vagy Lauda, vagy Prost lesz a világbajnok - de Angelis esélye matematikai volt csupán.

### Olaszország
A Monzában megrendezett versenyt Prostnak idő előtt fel kellett adnia, mert az új specifikációjú motorja meghibásodott. Lauda, aki fájós háttal versenyzett, megnyerte a nagydíjat, Alboreto és Patrese előtt. Ez volt az Alfa Romeo utolsó dobogója a sportágból való kivonulásuk előtt. A versenyt eredetileg a két Brabham vezette, de mind Piquet, mind Fabi ki kellett, hogy álljon. A futamon Senna helyett Johansson vezetett a Toleman csapatnál, miután csapata büntetésből eltiltotta azért, mert a tudtukon kívül aláírt a Lotus csapattal a következő évre. Johansson nem is versenyzett rosszul és végül a negyedik helyre hozta be az autóját. Az ötödik helyen az osellás Jo Garttner, a hatodikon az ATS-es Gerhard Berger végzett, de ironikus módon egyikük sem szerzett pontot - a csapatuk csak egy autóval nevezett az idény elején a bajnoki küzdelmekbe, így a második autóval versenyző pilóták nem kaphattak pontot.

### Európai nagydíj (Nürburgring)
Mivel se New Yorkban, se Spanyolországban nem rendeztek versenyt, maradt egy hónapos szünet az idény végén, ezért megrendezték az európai nagydíjat, méghozzá az újonnan átépített Nürburgringen. Már a verseny első körében összeakaszkodott Senna és Rosberg, Prost pedig könnyűszerrel nyerte meg a futamot Alboreto és a pole pozíciós Piquet előtt. Győzelme azt jelentette, hogy még mindig volt esélye megnyerni a bajnoki címet, hiszen Lauda előnye már csak 3,5 pont volt.

### Portugália
Először rendeztek 1960 óta portugál nagydíjat, ezúttal Estorilban. A pole-t Piquet szerezte meg, Prost második lett, Lauda pedig csak a tizenegyedik. Ám a versenyen feljött egészen harmadiknak, ahol a szintén fantasztikus kvalifikációs eredményt elérő Sennát előzte meg. Piquet visszaesett, Prost pedig átvette a vezetést, mögötte Mansell haladt. Mansell fékhiba miatt inkább kiállt, Lauda pedig feljött a második helyre, így aztán hiába nyerte meg csapattársa a versenyt, mindössze fél pont előnnyel ő lett a világbajnok. A dobogó harmadik fokára Senna állhatott fel. Prost sorozatban harmadszor vesztette el a világbajnoki csatát minimális pontkülönbségekkel.

## A bajnokság végeredménye

### Versenyzők
Pontozás:
| Helyezés | 1. | 2. | 3. | 4. | 5. | 6. | 7.-20. |
| -------- | -- | -- | -- | -- | -- | -- | ------ |
| Pont     | 9  | 6  | 4  | 3  | 2  | 1  | 0      |

Az egyéni bajnokságban csak a legjobb tizenegy eredményt számították be, de mivel egyetlen pilóta sem szerzett tizenegy alkalomnál többször pontot, ezért a szabályt nem kellett alkalmazni. A monacói nagydíjon fél pontokat adtak. Az olasz nagydíjon Jo Gartner és Gerhard Berger nem kapott pontokat, mert csapataik csak egy autóval neveztek, ők pedig a második autóikat vezették.
| Helyezés | Versenyző          | BRA | RSA | BEL | SMR | FRA | MON | CAN | USE | USA | GBR | GER | AUT | NED | ITA | EUR | POR | Pont |
| -------- | ------------------ | --- | --- | --- | --- | --- | --- | --- | --- | --- | --- | --- | --- | --- | --- | --- | --- | ---- |
| 1        | Niki Lauda         | Ki  | 1   | Ki  | Ki  | 1   | Ki  | 2   | Ki  | Ki  | 1   | 2   | 1   | 2   | 1   | 4   | 2   | 72   |
| 2        | Alain Prost        | 1   | 2   | Ki  | 1   | 7   | 1   | 3   | 4   | Ki  | Ki  | 1   | Ki  | 1   | Ki  | 1   | 1   | 71,5 |
| 3        | Elio de Angelis    | 3   | 7   | 5   | 3   | 5   | 5   | 4   | 2   | 3   | 4   | Ki  | Ki  | 4   | Ki  | Ki  | 5   | 34   |
| 4        | Michele Alboreto   | Ki  | 11  | 1   | Ki  | Ki  | 6   | Ki  | Ki  | Ki  | 5   | Ki  | 3   | Ki  | 2   | 2   | 4   | 30,5 |
| 5        | Nelson Piquet      | Ki  | Ki  | 9   | Ki  | Ki  | Ki  | 1   | 1   | Ki  | 7   | Ki  | 2   | Ki  | Ki  | 3   | 6   | 29   |
| 6        | René Arnoux        | Ki  | Ki  | 3   | 2   | 4   | 3   | 5   | Ki  | 2   | 6   | 6   | 7   | 11  | Ki  | 5   | 9   | 27   |
| 7        | Derek Warwick      | Ki  | 3   | 2   | 4   | Ki  | Ki  | Ki  | Ki  | Ki  | 2   | 3   | Ki  | Ki  | Ki  | 11  | Ki  | 23   |
| 8        | Keke Rosberg       | 2   | Ki  | 4   | Ki  | 6   | 4   | Ki  | Ki  | 1   | Ki  | Ki  | Ki  | 8   | Ki  | Ki  | Ki  | 20,5 |
| 9        | Ayrton Senna       | Ki  | 6   | 6   | NK  | Ki  | 2   | 7   | Ki  | Ki  | 3   | Ki  | Ki  | Ki  |     | Ki  | 3   | 13   |
| 10       | Nigel Mansell      | Ki  | Ki  | Ki  | Ki  | 3   | Ki  | 6   | Ki  | 6   | Ki  | 4   | Ki  | 3   | Ki  | Ki  | Ki  | 13   |
| 11       | Patrick Tambay     | 5   | Ki  | 7   | Ki  | 2   | Ki  |     | Ki  | Ki  | 8   | 5   | Ki  | 6   | Ki  | Ki  | 7   | 11   |
| 12       | Teo Fabi           | Ki  | Ki  | Ki  | Ki  |     |     |     | 3   |     |     | Ki  | 4   | 5   | Ki  | Ki  |     | 9    |
| 13       | Riccardo Patrese   | Ki  | 4   | Ki  | Ki  | Ki  | Ki  | Ki  | Ki  | Ki  | 12  | Ki  | 10  | Ki  | 3   | 6   | 8   | 8    |
| 14       | Jacques Laffite    | Ki  | Ki  | Ki  | Ki  | 8   | 8   | Ki  | 5   | 4   | Ki  | Ki  | Ki  | Ki  | Ki  | Ki  | 14  | 5    |
| 15       | Thierry Boutsen    | 6   | 12  | Ki  | 5   | 11  | NK  | Ki  | Ki  | Ki  | Ki  | Ki  | 5   | Ki  | 10  | 9   | Ki  | 5    |
| 16       | Eddie Cheever      | 4   | Ki  | Ki  | 7   | Ki  | NK  | 11  | Ki  | Ki  | Ki  | Ki  | Ki  | 13  | 9   | Ki  | 17  | 3    |
| 17       | Stefan Johansson   |     |     |     |     |     |     |     |     |     | Kiz | Kiz | NK  | Kiz | 4   | Ki  | 11  | 3    |
| 18       | Andrea de Cesaris  | Ki  | 5   | Ki  | 6   | 10  | Ki  | Ki  | Ki  | Ki  | 10  | 7   | Ki  | Ki  | Ki  | 7   | 12  | 3    |
| 19       | Piercarlo Ghinzani | Ki  | Vi  | Ki  | NK  | 12  | 7   | Ki  | Ki  | 5   | 9   | Ki  | Ki  | Ki  | 7   | Ki  | Ki  | 2    |
| 20       | Marc Surer         | 7   | 9   | 8   | Ki  | Ki  | NK  | Ki  | Ki  | Ki  | 11  | Ki  | 6   | Ki  | Ki  | Ki  | Ki  | 1    |
| 21       | Jo Gartner         |     |     |     | Ki  |     |     |     |     |     | Ki  | Ki  | Ki  | 12  | 5   | Ki  | 16  | 0    |
| 22       | Gerhard Berger     |     |     |     |     |     |     |     |     |     |     |     | 12  |     | 6   | Ki  | 13  | 0    |
| 23       | François Hesnault  | Ki  | 10  | Ki  | Ki  |     | Ki  | Ki  | Ki  | Ki  | Ki  | 8   | 8   | 7   | Ki  | 10  | Ki  | 0    |
| 24       | Corrado Fabi       |     |     |     |     | 9   | Ki  | Ki  |     | 7   | Ki  |     |     |     |     |     |     | 0    |
| 25       | Mauro Baldi        | Ki  | 8   | Ki  | 8   | Ki  | NK  |     |     |     |     |     |     |     |     | 8   | 15  | 0    |
| 26       | Manfred Winkelhock | Kiz | Ki  | Ki  | Ki  | Ki  | Ki  | 8   | Ki  | 8   | Ki  | Ki  |     | Ki  | NI  |     | 10  | 0    |
| 27       | Jonathan Palmer    | 8   | Ki  | 10  | 9   | 13  | NK  |     | Ki  | Ki  | Ki  | Ki  | 9   | 9   | Ki  | Ki  | Ki  | 0    |
| 28       | Huub Rothengatter  |     |     |     |     |     |     | HN  | NK  | Ki  | HN  | 9   | HN  | Ki  | 8   |     |     | 0    |
| 29       | Johnny Cecotto     | Ki  | Ki  | Ki  | HN  | Ki  | Ki  | 9   | Ki  | Ki  | NK  |     |     |     |     |     |     | 0    |
| 30       | Philippe Alliot    | Ki  | Ki  | NK  | Ki  | Ki  | NK  | 10  | Ki  |     | Ki  | Ki  | 11  | 10  | Ki  | Ki  | Ki  | 0    |
| —        | Stefan Bellof      | Kiz | Ki  | Kiz | Kiz | Kiz | Kiz | Kiz | Kiz | Ki  | Kiz |     | Kiz | Kiz |     |     |     | 0    |
| —        | Martin Brundle     | Kiz | Ki  | Kiz | Kiz | Kiz | NK  | Kiz | Kiz | NK  |     |     |     |     |     |     |     | 0    |
| —        | Mike Thackwell     |     |     |     |     |     |     | Ki  |     |     |     | NK  |     |     |     |     |     | 0    |
| —        | Philippe Streiff   |     |     |     |     |     |     |     |     |     |     |     |     |     |     |     | Ki  | 0    |
| —        | Pierluigi Martini  |     |     |     |     |     |     |     |     |     |     |     |     |     | NK  |     |     | 0    |
| Helyezés | Versenyző          | BRA | RSA | BEL | SMR | FRA | MON | CAN | USE | USA | GBR | GER | AUT | NED | ITA | EUR | POR | Pont |

### Konstruktőrök
| Helyezés | Konstruktőr       | Model        | Motor             | Gumi | Győzelem | Dobogó | Pole | Leggy. kör | Pont  |
| -------- | ----------------- | ------------ | ----------------- | ---- | -------- | ------ | ---- | ---------- | ----- |
| 1        | McLaren-TAG       | MP4/2        | TAG Porsche P01   | M    | 12       | 18     | 3    | 8          | 143,5 |
| 2        | Ferrari           | 126C4        | Ferrari 031       | G    | 1        | 8      | 1    | 3          | 57,5  |
| 3        | Lotus-Renault     | 95T          | Renault EF4B      | G    |          | 6      | 2    |            | 47    |
| 4        | Brabham-BMW       | BT53         | BMW M12/13        | M    | 2        | 5      | 9    | 3          | 38    |
| 5        | Renault           | RE50         | Renault EF4       | M    |          | 5      | 1    | 2          | 34    |
| 6        | Williams-Honda    | FW09 FW09B   | Honda RA163E      | G    | 1        | 2      |      |            | 25,5  |
| 7        | Toleman-Hart      | TG183B TG184 | Hart 415T         | P M  |          | 3      |      | 1          | 16    |
| 8        | Alfa Romeo        | 184T         | Alfa Romeo 890T   | G    |          | 1      |      |            | 11    |
| 9        | Arrows-BMW        | A7           | BMW M12/13        | G    |          |        |      |            | 3     |
| 10       | Ligier-Renault    | JS23 JS23B   | Renault EF4       | M    |          |        |      |            | 3     |
| 11       | Arrows-Ford       | A6           | Ford Cosworth DFV | G    |          |        |      |            | 3     |
| 12       | Osella-Alfa Romeo | FA1E FA1F    | Alfa Romeo 890T   | P    |          |        |      |            | 2     |
| 13       | Spirit-Hart       | 101 101B     | Hart 415T         | P    |          |        |      |            |       |
| 14       | Spirit-Ford       | 101C         | Ford Cosworth DFV | P    |          |        |      |            |       |
| 15       | ATS-BMW           | D7           | BMW M12/13        | P    |          |        |      |            |       |
| 16       | RAM-Hart          | 01 02        | Hart 415T         | P    |          |        |      |            |       |
| KIZÁRVA  | Tyrrell-Ford      | 012          | Ford Cosworth DFY | G    |          |        |      |            |       |

## Fordítás
- Ez a szócikk részben vagy egészben  a(z)   1984 Formula One World Championship című angol Wikipédia-szócikk ezen változatának fordításán alapul.  Az eredeti cikk szerkesztőit annak laptörténete sorolja fel. Ez a jelzés csupán a megfogalmazás eredetét és a szerzői jogokat jelzi, nem szolgál a cikkben szereplő információk forrásmegjelöléseként.